# Jacques Audiard
Pour les articles homonymes, voir Audiard.
Jacques Audiard, né le 30 avril 1952 à Paris, est un réalisateur, scénariste et monteur français.
Fils du réalisateur et dialoguiste français Michel Audiard, il a été plusieurs fois récompensé aux César, notamment par quatre César du meilleur réalisateur — en 2006 pour De battre mon cœur s'est arrêté, en 2010 pour Un prophète et en 2019 pour Les Frères Sisters et en 2025 pour Emilia Perez — et par de nombreux prix dont la Palme d'or lors du Festival de Cannes 2015 pour Dheepan et le Prix du jury pour Emilia Pérez lors du Festival de Cannes 2024. Avec 13 récompenses, il est la personnalité la plus récompensée de l’histoire des César.
Ses films se caractérisent par des mises en scène stylisées et violentes et par une volonté de combiner cinéma de genre (film noir, film policier, thriller, western) et cinéma d'auteur,. Ses réalisations s'appuient sur des récits sophistiqués et des personnages insaisissables ou ambivalents, évoluant dans un univers sombre et angoissant, à la lisière de l'onirisme,.

## Biographie

### Jeunesse et débuts
Fils de Michel Audiard et de Marie-Christine Guibert (1927-2022), Jacques Audiard se destine à l'enseignement, mais après avoir arrêté ses études de lettres, il s'oriente vers le cinéma et débute comme assistant monteur sur Le Locataire de Roman Polanski et Judith Therpauve de Patrice Chéreau, puis comme monteur.
Au début des années 1980, il s'essaie à l'écriture de scénarios, signant ceux du Professionnel (avec Georges Lautner), de Mortelle randonnée (avec son père), Réveillon chez Bob, Saxo, Fréquence meurtre ou encore Baxter.

### Révélation comme cinéaste (années 1990)
Il réalise son premier film en 1994 : Regarde les hommes tomber, un road movie qui raconte un jeu du chat et de la souris entre deux truands minables que tout sépare, interprétés par Mathieu Kassovitz et Jean-Louis Trintignant. Le film est sélectionné à la Semaine de la critique au Festival de Cannes 1994 et remporte trois César dont celui de la meilleure première œuvre en 1995 ainsi que le prix Georges-Sadoul.
Deux ans plus tard, le réalisateur travaille à nouveau avec ces deux mêmes acteurs pour son second long métrage, Un héros très discret qu'il adapte du roman homonyme de Jean-François Deniau. Le film, qui prend pour toile de fond l'histoire d'un homme ordinaire (interprété par Mathieu Kassovitz) qui se fait passer pour un héros de la Résistance, malmène la chronologie et la vérité sur son personnage principal. Un héros très discret est récompensé par le prix du scénario au Festival de Cannes 1996.

### Consécration et producteur (années 2000)
Jacques Audiard met cinq ans à réaliser son film suivant après s'être consacré à son activité de scénariste-dialoguiste (Norme française, Vénus Beauté (Institut)) : Sur mes lèvres, mélange de thriller et de romance entre une secrétaire sourde et un petit voyou, interprétés par Emmanuelle Devos et Vincent Cassel. Le film gagne trois César en 2002 dont ceux du meilleur scénario et de la meilleure actrice pour Devos, lors d'une année considérée comme un excellent cru où il était en compétition notamment avec Le Fabuleux Destin d'Amélie Poulain, La Chambre des officiers, La Pianiste et Chaos.
En 2005, il crée sa propre société de production, Page 114. Le nom est une référence à une interview de Michel Audiard, où il déclara à propos du scénario du film Le cave se rebiffe, qu'il n'adapta que la page 114 du roman d'Albert Simonin pour éviter de faire la suite de Touchez pas au grisbi.
Son quatrième film confirme sa conversion au grand spectacle mais n'abandonne pas ses recherches stylistiques habituelles. Remake du film noir Mélodie pour un tueur de James Toback, De battre mon cœur s'est arrêté, avec Romain Duris et Niels Arestrup et coécrit avec Tonino Benacquista, est un film dramatique qui décrit une relation père-fils destructrice sur fond de magouilles immobilières. Il remporte un grand succès public comme critique, et reçoit dix nominations aux César 2006 dont celles du meilleur film, du meilleur réalisateur et du meilleur acteur. Il récolte au total huit statuettes lors de la 31e cérémonie.
En 2008, il devient membre du Club des 13, groupe de personnalités du cinéma français, formé en 2008 à l'initiative de la réalisatrice Pascale Ferran, qui dénonce les difficultés croissantes de financement et de distribution en France des films dit « du milieu » (c'est-à-dire entre les films grand public à gros budget et ceux à prétention artistique, réalisés avec moins de moyens).
Un prophète, vaste « roman d'apprentissage » filmé qui raconte l'ascension d'un jeune délinquant d'origine maghrébine, interprété par Tahar Rahim, dans une prison, fait l'unanimité au sein de la critique lors de sa présentation à Cannes en 2009. Il vaut à son metteur en scène le grand prix du jury, ratant de peu la Palme d'or qui échoit à Michael Haneke pour Le Ruban blanc mais pour laquelle il était pressenti. Après son succès en salles, le film obtient le prix Louis-Delluc 2009 et neuf César en 2010 dont ceux du meilleur film et du meilleur réalisateur mais aussi du meilleur acteur et du meilleur espoir masculin pour Tahar Rahim ce qui constitue un doublé inédit pour un comédien et motive l'Académie des arts et techniques du cinéma à interdire le cumul de nominations dans différentes catégories pour un même rôle,. Un prophète devient par ailleurs le troisième long métrage le plus récompensé de l'histoire des César, derrière Le Dernier Métro de François Truffaut et Cyrano de Bergerac de Jean-Paul Rappeneau. Le film reçoit aussi une nomination aux Oscars 2010 dans la catégorie du meilleur film en langue étrangère.

### Confirmation et stars internationales (années 2010)

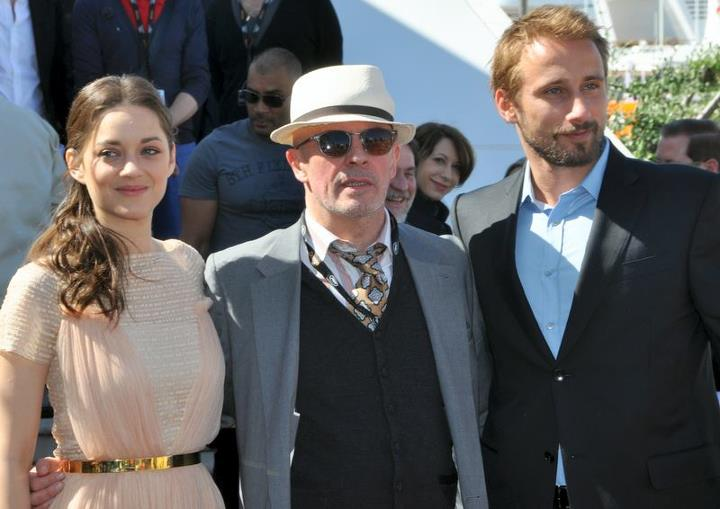
Le cinéaste entouré de Marion Cotillard et Matthias Schoenaerts, au festival de Cannes 2012, pour De rouille et d'os.

En 2012 sort De rouille et d'os, un mélodrame social adapté de nouvelles de l'auteur canadien Craig Davidson avec Marion Cotillard et Matthias Schoenaerts dans les rôles principaux. Le film, qui narre la rencontre d'un jeune père de famille en perte de repères et d'une dresseuse d'orques amputée des deux jambes, est présenté en compétition lors du 65e Festival de Cannes. De rouille et d'os est le succès public le plus important d'Audiard. La critique, quasi unanime,, en fait l'un des grands favoris à la Palme d'or,. Mais il repart bredouille de la Croisette, ce que regrettent plusieurs journaux,. Nonobstant son absence du palmarès cannois, le film remporte quatre César lors de la 38e cérémonie dont ceux de la meilleure adaptation et du meilleur espoir masculin pour Matthias Schoenaerts. Contrairement aux quatre précédents longs métrages du cinéaste, De rouille et d'os est toutefois écarté des catégories reines de la soirée (film, réalisateur, acteur et actrice) dans lesquelles triomphe Amour de Michael Haneke, déjà lauréat de la Palme d'or à Cannes. À titre personnel, Audiard reste la personnalité la plus récompensée aux César avec dix trophées obtenus (deux pour le meilleur film, trois pour le meilleur réalisateur, quatre pour le meilleur scénario et un de la meilleure première œuvre).
Lors du Festival de Cannes 2014, il est invité comme intervenant de la traditionnelle Leçon de cinéma annuelle, tenue devant un public de cinéphiles et animée par le critique rédacteur en chef de Positif Michel Ciment.
En octobre 2014, il commence le tournage de son septième long métrage, Dheepan, qui se distingue par le recours à un casting principal d'inconnus. Ce nouvel opus suit le parcours d'un réfugié politique tamoul, originaire du Sri Lanka, qui fuit la défaite de son camp lors de la guerre civile et se réfugie dans une banlieue française où il trouve du travail comme gardien d'immeuble dans cette cité sensible. Le film, à thématique sociale, s'inspire très librement des Lettres persanes de Montesquieu. La distribution est tamoule et débutante dans le cinéma à l'exception de Vincent Rottiers et Marc Zinga. Dheepan est sélectionné en compétition au Festival de Cannes 2015 où il obtient la Palme d'or. Une récompense saluée bien que plusieurs médias soulignent que ce n'est pas le meilleur film du cinéaste et qu'il n'était pas le favori des festivaliers. Avec humour, Jacques Audiard remercie Michael Haneke de ne pas avoir tourné cette année, lui laissant le chemin libre pour la Palme.
En 2018, Les Frères Sisters, un western avec John C. Reilly et Joaquin Phoenix, adapté du roman homonyme de Patrick deWitt, est sélectionné en compétition à la Mostra de Venise où il obtient le Lion d'argent du meilleur réalisateur. L'année suivante, le cinéaste remporte le César du meilleur réalisateur pour ce même film.
Il est membre du collectif 50/50 qui a pour but de promouvoir l’égalité des femmes et des hommes et la diversité dans le cinéma et l’audiovisuel,.
En 2024, il sort le film Emilia Pérez, une "narco-comédie" qui se déroule au Mexique. On y suit la transition de genre d’une narcotrafiquante, son repentir et son aide aux victimes des guerres de cartels. En dépit du succès institutionnel, le film essuie de vives critiques, notamment celles d'être "raciste, européo-centré et hors sujet". Des critiques dénoncent également l'absence d'acteur ou actrice mexicain.e.s, à la faveur d'actrice comme Selena Gomez, ou encore le fait que c'est un film latino-américain réalisé par un réalisateur non latino. D'autres critiques encore affirment que le film aurait bénéficié de conseillers mexicains, pour éviter les erreurs. De plus, certains ne comprennent pas qu'un film d'un réalisateur français sur le Mexique ne soit pas tourné au Mexique. En effet, le tournage s’est fait dans les studios de Bry-sur-Marne, dans le Val-de-Marne.

### Vie privée
Jacques Audiard a été marié à la réalisatrice Marion Vernoux qui a réalisé Rien à faire, Reines d'un jour et Les Beaux Jours. Ils sont aujourd'hui séparés. Ils ont deux filles et un fils.

## Collaborateurs récurrents
| Acteur                 | Regarde les hommes tomber (1994) | Un héros très discret (1996) | Sur mes lèvres (2001) | De battre mon cœur s'est arrêté (2005) | Un prophète (2009) |
| ---------------------- | -------------------------------- | ---------------------------- | --------------------- | -------------------------------------- | ------------------ |
| Jean-Louis Trintignant | ✔️                               | ✔️                           |                       |                                        |                    |
| Mathieu Kassovitz      | ✔️                               | ✔️                           |                       |                                        |                    |
| Yves Verhoeven         | ✔️                               | ✔️                           |                       |                                        |                    |
| Emmanuelle Devos       |                                  |                              | ✔️                    | ✔️                                     |                    |
| Gilles Cohen           |                                  |                              |                       | ✔️                                     | ✔️                 |
| Niels Arestrup         |                                  |                              |                       | ✔️                                     | ✔️                 |

Audiard renouvelle ses distributions avec les films De rouille et d'os et Dheepan.
Du point de vue de la production, ses longs métrages ont été principalement coécrits avec Thomas Bidegain (quatre films), Alain Le Henry (deux films) et Tonino Benacquista (deux films). Il est très souvent produit par Pascal Caucheteux pour Why Not Productions et coproduit par ailleurs ses films depuis Un prophète avec sa société de production, Page 114. Les musiques de ses films sont souvent composées par Alexandre Desplat (qui obtient deux César de la meilleure musique pour ses compositions pour les films d'Audiard).

## Filmographie

### Réalisateur

#### Cinéma
- 1994 : Regarde les hommes tomber
- 1996 : Un héros très discret
- 1998 : Norme française (court métrage)
- 2001 : Sur mes lèvres
- 2005 : De battre mon cœur s'est arrêté
- 2009 : Un prophète
- 2012 : De rouille et d'os
- 2015 : Dheepan
- 2018 : Les Frères Sisters (The Sisters Brothers)
- 2021 : Les Olympiades
- 2024 : Emilia Pérez

#### Télévision
- 2019 : Le Bureau des légendes, saison 5, épisodes 9 et 10[24]

#### Clips et vidéo musicale
- 1996 : Comme elle vient de Noir Désir, co-réalisé avec Henri-Jean Debon[25]
- 1998 : Sommes-nous d'Alain Bashung
- 1998 : La Nuit je mens d'Alain Bashung
- 1998 : Ton invitation de Louise Attaque
- 1999 : Sarah et Tobie d'Yves Simon
- 1999 : Les P'tits Papiers de Liberté de circulation
- 2002 : Unlimited Marriage de Rodolphe Burger
- 2003 : O Compagnons de Raphael
- 2011 : Raphael live vu par Jacques Audiard (vidéo musicale DVD)

### Scénariste
- 1974 : Bons baisers... à lundi de Michel Audiard (adaptation)
- 1981 : Le Professionnel de Georges Lautner
- 1983 : Mortelle randonnée de Claude Miller
- 1984 : Série noire (série télévisée), épisode L'Ennemi public no 2
- 1984 : Réveillon chez Bob de Denys Granier-Deferre
- 1985 : Sac de nœuds de Josiane Balasko
- 1985 : La Cage aux folles 3 de Georges Lautner
- 1987 : Saxo d'Ariel Zeitoun
- 1987 : Poussière d'ange d'Édouard Niermans
- 1988 : Fréquence meurtre d'Élisabeth Rappeneau
- 1989 : Baxter de Jérôme Boivin
- 1989 : Australia de Jean-Jacques Andrien
- 1991 : Swing Troubadour de Bruno Bayen
- 1992 : Confessions d'un Barjo de Jérôme Boivin
- 1994 : Grosse Fatigue de Michel Blanc
- 1994 : Regarde les hommes tomber de lui-même
- 1996 : Un héros très discret de lui-même
- 1998 : Norme française (court métrage) de lui-même
- 1999 : Vénus Beauté (Institut) de Tonie Marshall
- 2001 : Sur mes lèvres de lui-même
- 2005 : De battre mon cœur s'est arrêté de lui-même
- 2009 : Un prophète de lui-même
- 2012 : De rouille et d'os de lui-même
- 2015 : Dheepan de lui-même
- 2018 : Les Frères Sisters (The Sisters Brothers) de lui-même
- 2020 : Le Bureau des légendes (série télévisée), saison 5, 4 épisodes
- 2021 : Les Olympiades de lui-même
- 2023 : La Vénus d'argent d'Héléna Klotz (collaboration)

### Assistant réalisation et montage
- 1976 : Le Locataire de Roman Polanski
- 1976 : René la Canne de Francis Girod
- 1977 : Le Passé simple de Michel Drach
- 1978 : Judith Therpauve (montage) de Patrice Chéreau

### Acteur
- 1990 : Baby Blood d'Alain Robak : le décapité/Jogger
- 1991 : Les Enfants de la plage (téléfilm) de Williams Crépin : le premier professeur
- 1994 : Grossesse nerveuse (téléfilm) de Denis Rabaglia : l'antiquaire

## Distinctions
- 2006 : Prix René-Clair de l'Académie française pour l'ensemble de son œuvre cinématographique

Regarde les hommes tomber
- Sélectionné à la Semaine de la critique au Festival de Cannes 1994
- Prix Georges-Sadoul en 1994
- César 1995 : César de la meilleure première œuvre, nomination au César du meilleur scénario original ou adaptation

Un héros très discret
- Prix du scénario en 1996 au Festival de Cannes
- Meilleur scénario en 1996 au Festival du film de Stockholm pour Jacques Audiard et Alain Le Henry
- Epi d'argent en 1996 au Festival international du film de Valladolid
- César 1997 : nomination au César du meilleur réalisateur et du meilleur scénario original ou adaptation

Clip de La Nuit je mens
- Victoires de la musique 1999 : meilleur clip pour La nuit je mens d'Alain Bashung

Sur mes lèvres
- Césars 2002 : César du meilleur scénario avec Tonino Benacquista, nomination Meilleur film et meilleur réalisateur

De battre mon cœur s'est arrêté
- Festival de Berlin 2005 : sélectionné en compétition officielle
- Baftas 2006: Bafta du meilleur film en langue étrangère
- Étoiles d'or du cinéma français pour le meilleur film et le meilleur réalisateur
- 11e cérémonie des Lumières : Lumière du meilleur film
- César du cinéma 2006 :
  - Meilleur film
  - Meilleur réalisateur
  - Meilleure adaptation avec Tonino Benacquista
- Prix du cinéma européen 2005 : nominations pour le prix du public du meilleur réalisateur (Jacques Audiard)
- Prix du meilleur film français du syndicat de la critique de cinéma
- Prix des auditeurs 2005 du Masque et la Plume pour le meilleur film français
- Étoile d'or du film 2006

Un prophète
- Grand prix du jury au Festival de Cannes 2009
- Nomination à l'Oscar du meilleur film étranger lors de la 82e cérémonie des Oscars en 2010
- Prix Louis-Delluc en 2009
- 15e cérémonie des Lumières :  
  - Lumière de la meilleure mise en scène
  - Nomination au Lumière du meilleur film
  - Nomination au Lumière du meilleur scénario
- Étoile d'or de la presse du cinéma français pour le meilleur film, le meilleur réalisateur et le meilleur scénario
- Prix du meilleur film français du syndicat de la critique de cinéma
- Prix des auditeurs 2009 du Masque et la Plume pour le meilleur film français.
- British Academy Film Award du meilleur film en langue étrangère pour de la 63e cérémonie des BAFTA
- Nommé au Golden Globe du meilleur film en langue étrangère lors de la 67e cérémonie.
- César 2010 :
  - Meilleur film
  - Meilleur réalisateur
  - Meilleur scénario original avec Thomas Bidegain, Abdel Raouf Dafri et Nicolas Peufaillit

De rouille et d'os
- Sélectionné en compétition officielle au Festival de Cannes 2012
- Swann d'or du meilleur film au Festival du film de Cabourg 2012[26]
- Prix du meilleur film au Festival du film de Londres 2012[27]
- Nommé au British Academy Film Award du meilleur film en langue étrangère lors de la 66e cérémonie des BAFA
- Nommé au Golden Globe du meilleur film en langue étrangère lors de la 70e cérémonie
- 18e cérémonie des Lumières : 
  - Lumière de la meilleure mise en scène
  - Lumière du meilleur scénario
  - Nomination au Lumière du meilleur film
- Globes de cristal 2013 : Meilleur film
- Étoiles d'or du cinéma français 2013 : Meilleur film et Meilleur scénario[28]
- César 2013 : 
  - Meilleure adaptation avec Thomas Bidegain
  - Nomination au César du meilleur film et du meilleur réalisateur

Dheepan

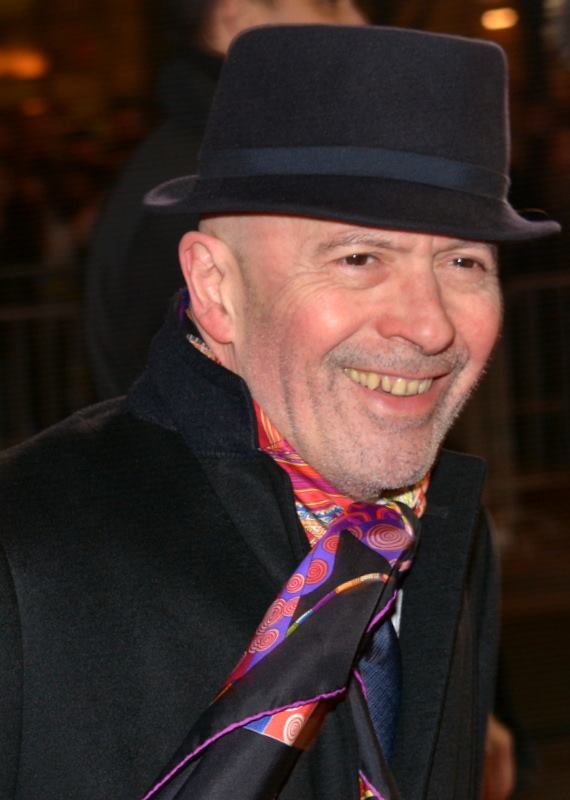
Le cinéaste à la cérémonie des César 2016, pour Dheepan.

- Palme d'or du Festival de Cannes 2015
- 21e cérémonie des Lumières :
  - Nomination au Lumière du meilleur film
  - Nomination au Lumière de la meilleure mise en scène
- César 2016 :
  - Nomination au César du meilleur film
  - Nomination au César du meilleur réalisateur
  - Nomination au César du meilleur scénario original avec Thomas Bidegain et Noé Debré

Les Frères Sisters
- Lion d'argent du meilleur réalisateur à la Mostra de Venise 2018
- 24e cérémonie des Lumières :
  - Lumière du meilleur film
  - Lumière de la meilleure mise en scène
- César 2019 :
  - César du meilleur réalisateur
  - Nomination au César du meilleur film
  - Nomination au César de la meilleure adaptation avec Thomas Bidegain

Les Olympiades
- Prix des Lumières 2022 : Nomination au Lumière de la meilleure mise en scène
- César 2022 : Nomination au César de la meilleure adaptation

Emilia Pérez
- Festival de Cannes 2024 : Prix du jury
- BAFTA 2025 :  British Academy Film Award du meilleur film en langue étrangère
- César 2025 : Meilleur film, meilleure réalisation et meilleure adaptation
- Critics' Choice Movie Awards 2025 : Meilleur film en langue étrangère, Meilleure chanson originale
- Prix du cinéma européen 2025 : Meilleure réalisation et meilleur scénariste
- Golden Globes 2025 : Meilleur film en langue étrangère, Meilleure chanson originale et meilleur film musical ou de comédie. Nomination pour Meilleure réalisation et Meilleur scénario
- Goyas 2025 : Meilleur film européen
- Lumières 2025 : Meilleur film, meilleure mise en scène, meilleur scénario
- Oscars 2025 : Oscar de la meilleure chanson originale - Nomination pour meilleur film, meilleur réalisateur, meilleur scénario adapté

## Résultats d'exploitation
|   | Films                           | Années | France (entrées) | Étranger (entrées), | Total     |
| - | ------------------------------- | ------ | ---------------- | ------------------- | --------- |
| 1 | De rouille et d'os              | 2012   | 1 930 536        | 1 223 943           | 3 154 479 |
| 2 | Emilia Pérez                    | 2024   | 1 247 427        | 1 732 432           | 2 979 859 |
| 3 | Un prophète                     | 2009   | 1 309 184        | 991 223             | 2 300 407 |
| 4 | De battre mon cœur s'est arrêté | 2005   | 1 384 223        | 464 131             | 1 848 354 |
| 5 | Les Frères Sisters              | 2018   | 864 897          | 319 495             | 1 184 392 |
| 6 | Sur mes lèvres                  | 2001   | 599 299          | 495 022             | 1 094 321 |
| 7 | Dheepan                         | 2015   | 636 031          | 332 106             | 968 137   |
| 8 | Un héros très discret           | 1996   | 583 886          | 128 631             | 712 517   |
| 9 | Regarde les hommes tomber       | 1994   | 218 831          | 373                 | 219 204   |